# Джайлхем
Джайлхем — село і цивільний прихід в англійському графстві Саффолк. Він знаходиться на околиці Лоустофта, приблизно в 5 милях (8,0 км) на північний захід від центру міста. Прихід знаходиться в окрузі Східний Саффолк, між Карлтон-Колвілл і Кессинглендом.
За даними перепису населення Сполученого Королівства 2011 року, населення приходу становила 778 осіб. Головна дорога A12 проходить через східну частину приходу недалеко від узбережжя Північного моря. Прибережна частина приходу на схід від головної дороги перетворилася в серію парків відпочинку, включаючи великий парк Понтинс. Прихід простягається на південь до Сотенної річки, де межує з Хенстедом, парафіями Халвер-стріт і Рашмер.

## Iсторія
Назва міста Джайлхем походить від староанглійських gysla і ham, що означає «село Гісла».
Садиба Джайлхем — це обсаджене ровом місце XIII століття. Колись існував будинок, обгороджений ровами, і, ймовірно, був укріпленою садибою . Будинку та прилеглих до нього будівель більше немає. Сайт є запланованим пам'ятником .
Володарство над садибою Джайлхем належало кільком родинам.

## Церква Святої Трійці
Церква Святої Трійці є однією з близько 40 круглих веж у Саффолку.  Церква має пізньосаксонську або ранньормандську круглу основу, увінчану восьмигранною цегляною короною 15-го століття. Середньовічна церква була відреставрована в 1861 і 1887 роках, а приділ — в 1902—1908 роках.